# Ivo Robić
Ivo Robić (* 28. Januar 1923 in Garešnica bei Kutina, Königreich Jugoslawien; † 9. März 2000 in Rijeka) war ein jugoslawischer Schlagersänger.

## Musikalische Laufbahn
Robić begann seine Musikerlaufbahn mit einem Studium am Zagreber Konservatorium mit dem Ziel, Musiklehrer zu werden. Während des Studiums lernte er Klavier, Saxophon, Klarinette, Flöte und Bassgeige zu spielen. Neben seinem Studium betätigte er sich als Sänger beim Tanzorchester von Radio Zagreb. Dabei wurde er von der jugoslawischen Plattenfirma Jugoton entdeckt, die 1948 mit Robić eine erste Schallplatte produzierte. Bis 1977 erschienen bei Jugoton von Ivo Robić etwa 100 Schallplatten, die ihn zu einem der erfolgreichsten jugoslawischen Plattenstars machten. Ab 1977 nahm er Schallplatten für die tschechoslowakische Plattenfirma Supraphon auf. Zu Beginn der 1950er Jahre begann Robić im Ausland aufzutreten, so in der Tschechoslowakei, in Österreich und in der DDR.
Seinen ersten Auftritt in der Bundesrepublik hatte Robić 1955 in Hof. Es dauerte aber noch bis 1958, ehe es hier zu einem Plattenvertrag kam. Die Initiative ging von Robićs Frau aus, die Demobänder an verschiedene deutsche Plattenfirmen geschickt hatte. Als einzige zeigte Polydor Interesse und lud Robić zu Probeaufnahmen ein. Nachdem zwei im Januar 1959 aufgenommene Coverversionen mit Titeln von den Chessmen und Ray Peterson verworfen wurden, wurde im Mai 1959 die erste Robić-Single mit den Titeln Morgen und Ay, ayay Paloma auf den Markt gebracht. Produzent war Bert Kaempfert, der Robić in den Folgejahren betreute. Den Titel Morgen hatte Peter Moesser komponiert, er arbeitete einige Zeit mit Robić zusammen. Morgen wurde zu einem Welterfolg und verkaufte sich alleine in Deutschland über eine Million Mal, wofür Robić eine Platin-Schallplatte von seinem Musiklabel überreicht bekam. Zwar erreichte er in Deutschland nur Platz zwei in der Notierung des Fachblattes Musikmarkt, erhielt aber von Radio Luxemburg den Bronzenen Löwen. Auch das amerikanische Musik-Magazin Billboard nahm den deutschen Originaltitel, der vom Laurie-Label veröffentlicht worden war, in seine Hot 100 auf. Morgen behauptete sich dort 14 Wochen lang und stieg bis Platz 13 auf. Polydor brachte den Titel in Großbritannien auf den Markt, wo er Platz 23 in den Hitlisten erreichte. Mit der zweiten Platte mit Ivo Robić verfuhr Polydor von Anfang an zweigleisig. Der deutsche Titel Muli-Song wurde zeitgleich in Deutschland und den USA veröffentlicht, in den Staaten jedoch in der englischsprachigen Version The Happy Muleteer. Auch diese Version kam wieder in die Hot 100 von Billboard, war dort fünf Wochen notiert und stieg bis zum 58. Platz auf. Damit schaffte es Robić in das US-Entertainment, so wurde er unter anderem in die Perry Como Show, die Ed Sullivan Show und die Dick Clark Show eingeladen.
Während es der Muli-Song In Deutschland bis zum siebten Platz schaffte, erzielte Robić 1961 mit der Coverversion des US-Titels Save the Last Dance for Me von den Drifters einen Nummer-Eins-Erfolg. Die deutsche Version Mit 17 fängt das Leben erst an wurde vom Musikmarkt 32 Wochen lang notiert und lag im März 1961 bei zwei Wochenauswertungen auf dem ersten Platz. Radio Luxemburg verlieh ihm diesmal den Silbernen Löwen. Danach hatte Ivo Robić den Höhepunkt seiner Karriere in Deutschland erreicht. Nur noch mit dem 1962 veröffentlichten Titel Ein ganzes Leben lang, eine Coverversion des Ray-Charles-Erfolges I Can’t Stop Loving You, kam er noch einmal in die Top-10 (Platz 8). Danach notierte ihn der Musikmarkt bis 1967 dreimal lediglich auf hinteren Rängen. 1968 zog sich Bert Kaempfert als Produzent zurück, um sich stärker seiner eigenen Karriere zu widmen, und die Aufnahmen von Robić wurden durch Kai Warner betreut. Nachdem Robić 1971 noch einmal mit dem Titel Ich zeig’ dir den Sonnenschein vom Musikmarkt notiert wurde (45.), löste Polydor 1973 den Plattenvertrag auf. Robić ließ sich endgültig in Kroatien nieder, wo er mit seiner Frau Marta ein Haus in dem kleinen Fischerdorf Ičići an der kroatischen Riviera besaß. Bei Jugoton veröffentlichte er weiterhin Platten für den jugoslawischen Markt. Die letzten Jahre bis zu seinem Tod war er Ehrenvorsitzender der Kroatischen Musikerunion. Er starb im Jahr 2000 an den Folgen einer Gallenoperation 77-jährig in einem Krankenhaus in Rijeka. Seine letzte Ruhestätte fand er auf dem Zagreber Mirogoj-Friedhof.

## Diskografie (Deutschland)

### Singles

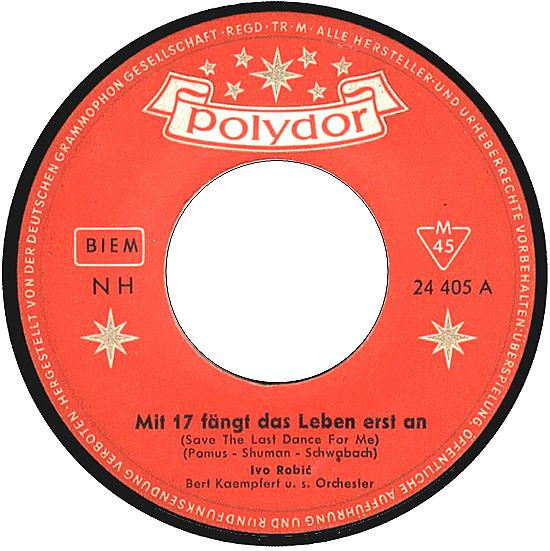
Mit 17 fängt das Leben erst an (1960)

| Veröffentlichung | A/B-Seite                                                     | Polydor-Nummer |
| ---------------- | ------------------------------------------------------------- | -------------- |
| Mai 1959         | Morgen / Ay, ayay Paloma                                      | 23 923         |
| Januar 1960      | Rhondaly / Muli-Song                                          | 24 138         |
| Mai 1960         | Endlich / So allein                                           | 24 234         |
| Dezember 1960    | Mit 17 fängt das Leben erst an / Auf der Sonnenseite der Welt | 24 405         |
| Juni 1961        | Tiefes blaues Meer / Wenn ich in deine Augen schau            | 24 540         |
| November 1961    | Glaub’ daran / Jezebel                                        | 24 672         |
| April 1962       | Schau dich nicht um / Träume vom Glück                        | 24 827         |
| August 1962      | Ein ganzes Leben lang / Ich denk’ nur ans Wiedersehn          | 24 897         |
| Dezember 1962    | Danke schön / Geh’ doch nicht vorbei                          | 52 001         |
| Oktober 1963     | Danke schön / Traumlied                                       | 52 160         |
| Januar 1964      | Sonntag in Amsterdam / Zuhause, wieder zuhause sein           | 52 249         |
| Juli 1964        | Hochzeit in Montania / Laß dein little Girl nie weinen        | 52 352         |
| Juli 1964        | Schenk mir all deine Zärtlichkeit / Nie mehr                  | 52 353         |
| 1966             | Rot ist der Wein / Wer so jung ist wie du                     | 52 637         |
| 1966             | Fremde in der Nacht / Wiederseh’n                             | 52 708         |
| 1967             | Die Welt war schön / Geh nicht vorbei                         | 52 875         |
| 1967             | So wie’s früher einmal war / Was wird bleiben                 | 52 820         |
| 1969             | Geh doch nicht am Glück vorbei / Wer das Wunder kennt         | 53 157         |
| 1971             | Ich zeig’ dir den Sonnenschein / Die erste Liebe im Leben     | 2041 160       |

### Vinyl-Alben
| Veröffentlichung | Titel                               | Label             |
| ---------------- | ----------------------------------- | ----------------- |
| 1968             | Ivo Robić singt Kaempfert-Erfolge   | Polydor 249270    |
| 1966             | Schlager-Erinnerungen mit Ivo Robič | Karussell 535005  |
| 1969             | Unvergessene Hits                   | Polydor / 31 9095 |

### CD-Alben
| Veröffentlichung | Titel                          | Label                 |
| ---------------- | ------------------------------ | --------------------- |
| 2000             | Träume vom Glück               | Polydor 43 850-2      |
| 2000             | Mit 17 fängt das Leben erst an | Bear Family 513 967-2 |

## US-Singles
| Veröffentlichung | Titel                         | Label       |
| ---------------- | ----------------------------- | ----------- |
| August 1959      | Morgen / Ay, ayay Paloma      | Laurie 3033 |
| Januar 1960      | The Happy Muleteer / Rhondaly | Laurie 3045 |
| Mai 1960         | Endless / So Alone            | Laurie 3055 |

## Auszeichnungen für Musikverkäufe
| Silberne Schallplatte - Kroatien - 2005: für das Album Izvorne snimke 1949 - 1959 |

Anmerkung: Auszeichnungen in Ländern aus den Charttabellen bzw. Chartboxen sind in ebendiesen zu finden.
| Land/RegionAuszeichnungen für Musikverkäufe (Land/Region, Auszeichnungen, Verkäufe, Quellen) | Silber  | Gold | Platin  | Verkäufe  | Quellen         |
| -------------------------------------------------------------------------------------------- | ------- | ---- | ------- | --------- | --------------- |
| Deutschland (BVMI)                                                                           | —       | —    | Platin1 | 1.000.000 | Einzelnachweise |
| Kroatien (HDU)                                                                               | Silber1 | —    | —       | 3.000     | hgu.hr          |
| Insgesamt                                                                                    | Silber1 | —    | Platin1 |           |                 |